# Program temporary fix
Pour les articles homonymes, voir PTF.
Un program temporary fix, abrégé PTF est un sigle popularisé par IBM pour les envois réguliers (tous les quatre à six mois) de correctifs à ses clients. 
Il définit un ensemble de patches et de corrections (correctifs ou évolutifs) à appliquer à un logiciel (ou groupe de logiciel : en l'occurrence au moins le système d'exploitation).
PTF et APAR sont souvent utilisés comme synonymes (surtout dans le monde IBM mainframe), mais intrinsèquement ce n'est pas pareil.